# Гильом Раймон I (виконт Беарна)
Гильом Раймон (Гильем Рамон) I де Монкада (1166 — 1224), сеньор Монкада с 1173, сеньор Кастельвьеля, виконт Беарна, Габардана и Брюлуа с 1214, второй сын Гильома (Гиллема) I де Монкада и виконтессы Марии Беарнской.
Из-за убийства архиепископа Таррагоны Гильом был отлучён от церкви и длительное время находился в изгнании. В политику он вернулся после гибели короля Арагона Педро II, войдя в регентский совет при его малолетнем сыне. После смерти своего брата Гастона VI в 1214 году Гильом унаследовал Беарн, после чего смог добиться снятия отлучения, принеся покаяние.
В Беарне Гильом провёл реформу в законодательстве, утвердив Фор де Морла (Fueros de Morlaas) — сборник законов (фор), ставший частью основного свода законов Беарна Фор де Беарн (Fueros de Bearne).

## Биография
В 1170 году мать Гильома Раймона, Мария, была признана королём Арагона Альфонсо II виконтессой Беарна, принеся ему оммаж. Позже король признал виконтом и Гиллема де Монкада, мужа Марии. Но беарнцы отказались признать Гильема виконтом и восстали. Гильем попытался собрать армию для завоевания Беарна силой, однако это ему сделать не получилось. Он умер в 1172 году. Его жена в 1173 году удалилась в монастырь Сен-Круа-де-Волвестре, а виконтом был признан старший из двух их малолетних сыновей Гастон VI.
Существует легенда, которую приводит аббат Пьер де Марка в «Истории Беарна» (XVII век). Согласно ей Гастон VI и Гильом Раймонд I были близнецами. И беарнцы решили избрать своим сеньором одного из них:

Потом они с похвалой заговорили о рыцаре из Каталонии, у которого от его жены были два ребёнка, рождённых вместе, и люди Беарна, посовещавшись между собой, направили к нему двух честных людей своей земли, чтобы просить одного из его детей в качестве своего сеньора; и когда они были там, они захотели их видеть и нашли их обоих спящими, одного сжавшего руки, а другого — раскинувшего их. Они вернулись оттуда с тем, кто спал распростершись.
В 1173 году умер сенешаль Каталонии Гильем Рамон II, дед Гильома Раймона. Его старший сын Рамон I де Монкада унаследовал титул сенешаля. Но по завещанию каталонская сеньория Монкада, владения которой располагались в Осоне и Вальесе, досталась Гильому Раймону. Во время его малолетства регентом был его дядя Рамон I де Монкада.
В 1194 году Гильом Раймон в результате конфликта убил архиепископа Таррагоны Беренгера де Виладемульса, дядю его жены Гильемы де Кастельвьель. Причиной убийства мог быть конфликт между королём Арагона Альфонсо II, близким соратником которого был архиепископ, и придворной группировкой Кабрера-Кастельбо, к которой принадлежал Гильом Раймон. По другой версии, архиепископ потребовал от Гильома Раймона принести оммаж за некоторые владения, что и вызвало конфликт.
Несмотря на жестокость, с которой было совершено убийство, король Альфонсо II никак не наказал Гильома Раймона. В то же время случившееся вызвало возмущение у папы римского Целестина III, отлучившего Гильома Раймона от церкви. Последующие 20 лет он провёл преимущественно в изгнании. Его владениями управлял сын, Гильом, а жена в итоге развелась с мужем и вышла замуж вторично. Биография Гильома Раймона в это время неизвестна.
В 1214 году умер виконт Беарна Гастон VI. Детей он не оставил. В результате его владения Беарн, Брюлуа и Габардан, а также ряд земель в Арагоне унаследовал его брат Гильом Раймон, в то время как графство Бигорр и виконтство Марсан остались в руках Петронеллы де Комменж, вдовы Гастона. Тогда же он снова начал участвовать в каталонской политике. 
После гибели короля Арагона Педро II в 1213 году в битве при Мюре его наследник, Хайме I, был мал. За него управлял регентский совет под руководством графа Руссильона и Сердани Санчо, дяди покойного короля Педро II, и его сына Нуно Санчеса. Вошёл в состав регентского совета и Гильом Раймон.
Беарнцы приняли его неохотно. Чтобы получить признание своих прав, Гильом Раймон сделал пожертвования нескольким религиозным орденам, после чего совершил паломничество в Рим и принёс там публичное покаяние. На четвёртом Латеранском соборе папа римский Иннокентий III снял с него отлучение. Гильом Раймон получил жесткую епитимью и дал обещание отправиться на 5 лет в крестовый поход.
В сентябре 1216 года Гильом Раймон вернулся в Каталонию. В 1218 году помог графу Нуно Санчесу в успешной защите замка Лурд против Симон де Монфора, а год спустя помогал Раймунду VI Тулузскому вернуть Тулузу.
Гильом Раймон так и не выполнил обещания отправиться в крестовый поход. Первоначально он был занят наведением порядка в своих владениях, пострадавших во время Альбигойского крестового похода, а затем реорганизацией законодательства. В 1220 году он утвердил фор де Морла — сборник законов, из которого в будущем будет создана «Фор де Беарн» (окс. Fòrs de Bearn). В 1221 году в долине Оссо он обнародовал Ursi saltus — сборник законов для жителей долины. В том же году были даны кутюмы жителям долины Барету.
Гильом Раймон умер в 1224 году в Олороне и был похоронен в соборе Сент-Мари-д’Олорон. По его завещанию в качестве компенсации за несостоявшееся паломничество он передал ордену Тамплиеров землю Мазере. Наследовал ему сын Гильом II.

## Брак и дети
Жена: ранее 1185 Гильема де Кастельвьель (ум. ок. 1226/1228), сеньора Кастельви и Росанеса с 1205, дочь Гильема V, сеньора Кастельвьеля. Дети:
- Гильом II (ок. 1185—1229), виконт Беарна, Габардана и Брюлуа, сеньор Монкада и Кастельвьель с 1224
- Марти (ум. после 1225)
- Адальмурс (ум. после 1215)

В 1202 году Гильема, которая ранее оставила мужа, вышла замуж вторично. Её избранником стал Эмери III (ум. 25 февраля 1236), виконт Нарбонны с 1202. В 1208 году они развелись. После этого она вернулась к первому мужу.
Также Гильом Раймонд имел несколько незаконнорождённых детей:
- Беренгер Рамон (ум. после 1218), родоначальник сеньоров Сен-Морис-де-Марсан
- Наварра (ум. после 1214)
- Гильем (ум. после 1214)
- Бернар (ум. после 1214)